# Kalevan Rasti

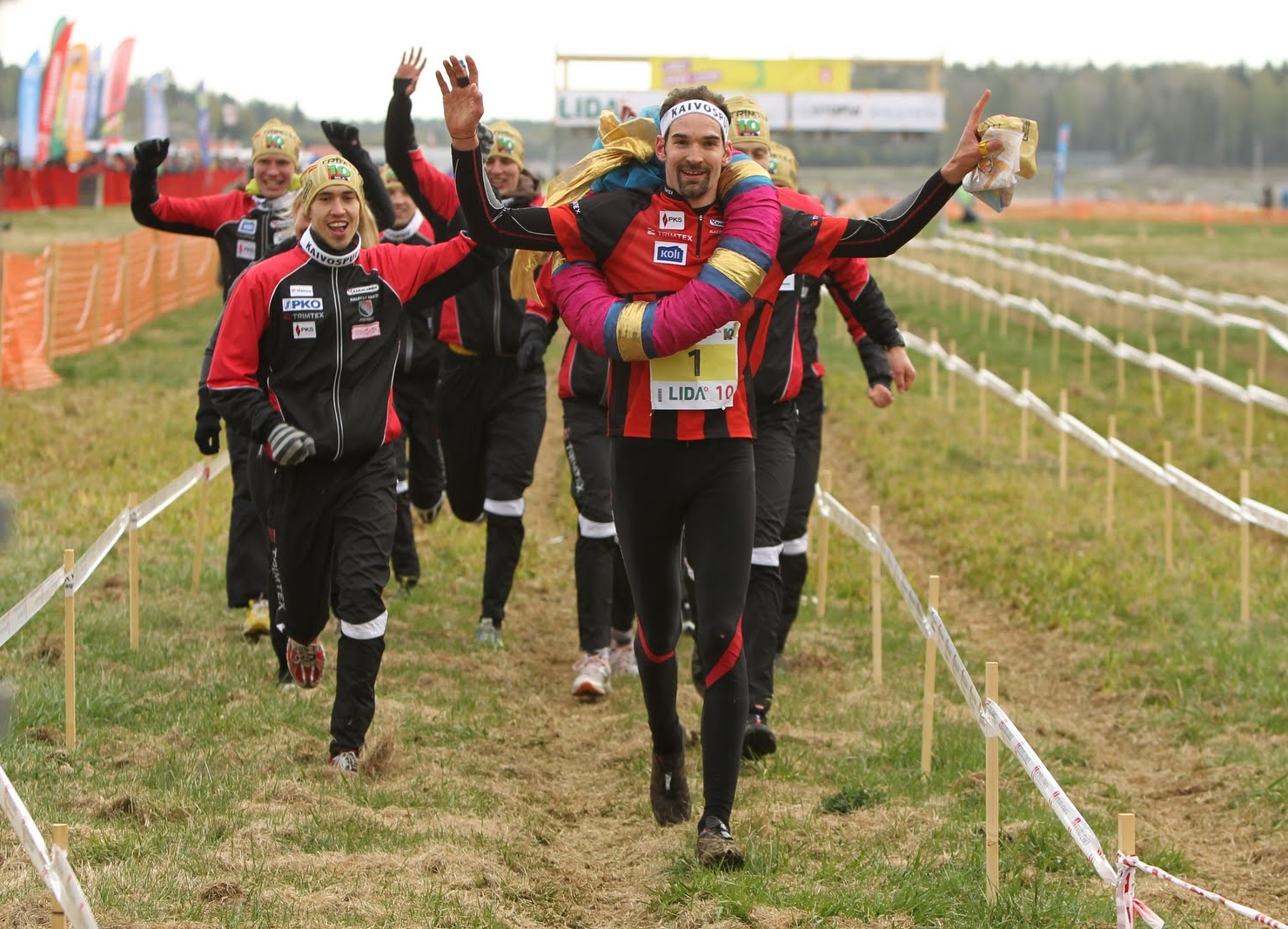
Kalevan Rasti på Tiomila 2011.

Kalevan Rasti är en finsk orienteringsklubb från Joensuu, bildad 1950. Klubben vann Jukolakavlen 2004, 2005, 2007, 2012,  2013 och  2014.
Klubben vann 10-mila år 1983, 2010, 2011, 2013 och 2014,  samt 10-milas damstafett 2001.
Den mångfaldige franske världsmästaren Thierry Gueorgiou representerade tidigare klubben och var med i lagen på 2010-talet. Övriga löpare då var Mika Hernelahti, Aaro Asikainen, Jan Procházka, Tommi Tölkkö, Hannu Airila(no), Jere Pajunen, Adam Chromý(en), Philippe Adamski, Fabian Hertner, Kiril Nikolov,  Simo Martomaa, Antti Nurminen, Simo-Pekka Fincke(fi) och Jarkko Houvila, Mårten Boström, S. Launiainen, H. Romppanen, A. Harju, A. Asikainen. Vinnarlaget 1983 bestod av Risto Vairinen, Timo Ikonen, Timo Alapiha, Pasi Ikonen, Urpo Väänänen, Jussi Silvennoinen, Arto Muhonen, Markku Piironen, Hannu Pulli och Mika Ruuhiala.
Damlaget 2001 bestod av Monica Boström, Heidi Liljeström, Katalin Olah, Kirsi Boström och Johanna Asklöf.

## Meriter
- Segrare 10-mila: 1983, 2010, 2011, 2013, 2014
- Segrare 10-mila (damkavlen): 2001
- Segrare Jukolakavlen: 2004, 2005, 2007, 2012, 2013, 2014
- Segrare Venlakavlen: 1979, 1992
- Segrare 25manna: 2005, 2006